# امالح (حديبو)

تعديل مصدري - تعديل

امالح إحدى قرى مديرية حديبو التابعة لمحافظة سقطرى، بلغ تعداد سكانها 47 نسمة حسب تعداد اليمن لعام 2004.